# Mitologema
Per mitologema, secondo la definizione di Károly Kerényi, si intende l'elemento minimo riconoscibile di un complesso di materiale mitico che viene continuamente rivisitato, plasmato e riorganizzato ma che nella sua essenza si mantiene di fatto la stessa storia, lo stesso racconto primordiale.
In polemica con Bronisław Malinowski, da lui considerato uno studioso serio ma troppo empirico e che negava il valore simbolico del mito, Kerényi cercò quel che vi è di universale e fondante nel mito.
Il mitologema è appunto il modello archetipo che, arricchito da elementi propri di una cultura, dà origine al mito.
L'abbandono di un figlio che sopravvive e, divenuto grande, è causa di profonde trasformazioni è, per esempio, un mitologema: la storia di Mosè, di Paride e di Romolo sono i miti da esso originati.
I mitologemi sarebbero quindi il materiale mitico che secondo la nota teoria di Vladimir Propp avrebbe dato origine alle fiabe, unitamente a reminiscenze folcloriche e storiche.
Allo stesso modo anche le immagini primordiali di Carl Gustav Jung, con il quale Kerényi collaborò, sono riconducibili al concetto di mitologema. Anche Georges Dumézil, Claude Lévi-Strauss, Gilbert Durand e Roland Barthes hanno fatto uso del termine.